# Kinda község
Kinda község (svédül: Kinda kommun) Svédország 290 községének egyike. Östergötland megyében található, székhelye Kisa.

## Települések
A község települései:
| Település | Népesség | Megjegyzés         |
| --------- | -------- | ------------------ |
| Horn      | 6520     |                    |
| Kisa      | 3697     | a község székhelye |
| Rimforsa  | 2181     |                    |